# Азар, Эден
Эде́н Мишаэ́ль Аза́р (фр. Eden Michael Hazard, французское произношение: [edɛn azaʁ]; род. 7 января 1991[…], Ла-Лувьер, Валлония) — бельгийский футболист, вингер и атакующий полузащитник. Второй бомбардир в истории сборной Бельгии. Считался одним из лучших футболистов мира в 2010-х годах. В течение карьеры получал множество индивидуальных наград.
Впервые заниматься футболом начал в молодёжных командах бельгийских клубов «Руаяль Стад Бренуа» и «Тюбиз». В 2005 году переехал во Францию, где продолжил тренироваться в академии «Лилля». В ноябре 2007 года Азар дебютировал основном составе этой команды, всего же за «Лилль» он сыграл более 190 матчей во всех турнирах. Дважды был признан лучшим молодым игроком года во Франции по версии НПСФ. В сезоне 2010/11 стал чемпионом Франции и обладателем Кубка Франции, а также получил звание лучшего игрока года во Франции по версии НПСФ. В июне 2012 года, проведя более восьми лет в системе «Лилля», подписал контракт с английским клубом «Челси», где в первые два сезона выиграл Лигу Европы и был признан лучшим молодым игроком года по версии ПФА. В сезоне 2014/15 стал победителем Кубка лиги и Премьер-лиги, на индивидуальном уровне получив награды лучшему игроку года по версии футболистов ПФА и Ассоциации футбольных журналистов. Впоследствии Азар во второй раз стал чемпионом Англии. В 2019 году, выиграв ещё одну Лигу Европы в составе «Челси», перешёл в мадридский «Реал». В составе испанского клуба Эден дважды стал чемпионом Испании и победителем Лиги чемпионов, однако был подвержен травмам, из-за чего не принимал участия во многих матчах.
На международном уровне выступал в командах до 15, 16, 17 и 19 лет. В ноябре 2008 года дебютировал в составе главной команды. Спустя почти три года после своего дебюта забил первый гол за сборную. Провёл в её составе 126 матчей и забил 33 мяча, сыграл на двух чемпионатах мира в 2014 и 2018 году, а также на двух чемпионатах Европы в 2016 и 2020 годах. На чемпионате мира 2018 года выступил в ранге постоянного капитана команды. Бельгия заняла третье место, что стало лучшим результатом в её истории. Эден был признан вторым лучшим игроком турнира и получил в связи с этим «Серебряный мяч». 10 октября 2023 года объявил о завершении профессиональной карьеры футболиста.

## Юность
Эден Азар родился в городе Ла-Лувьер, но вырос в Брен-ле-Конте, небольшом городе в Валлонии. Он был из обеспеченной семьи, которая могла дать ему всё, что необходимо для достижения успеха в футболе. Рядом с домом Азаров было футбольное поле, и Эден имел возможность регулярно совершенствовать свои навыки. Его кумиром был французский полузащитник Зинедин Зидан, в детстве Азар, по собственному признанию, часами смотрел его игру по телевизору и в Интернете. Вся семья Эдена была связана с футболом. Его мать Карин и отец Тьерри тоже были футболистами. Отец провёл большую часть своей карьеры в клубе «Ла-Лувьер» на позиции опорного полузащитника. Его мать играла на позиции нападающей в Первом дивизионе Бельгии, но вынуждена была завершить карьеру на третьем месяце беременности Эденом. После окончания футбольной карьеры его родители стали преподавателями физкультуры. Впоследствии Тьерри уволился со своей работы для того, чтобы уделять больше времени своим детям.
В возрасте четырёх лет Эден поступил в академию бельгийского клуба «Руаяль Стад Бренуа». Впоследствии один из тренеров этого клуба охарактеризовал его как «одарённого игрока». Спустя восемь лет в «Бренуа» он перешёл в другой бельгийский клуб — «Тюбиз». В 2005 году Азар перебрался в академию французского «Лилля», так как родители бельгийца считали, что во Франции Эдену будут предоставлены лучшие условия. Впоследствии отец Азара, Тьерри, признался, что данное решение стало наилучшим исходом для них.

## Клубная карьера

### «Лилль»
В 2007 году Азар подписал свой первый профессиональный контракт с «Лиллем». 16 ноября главный тренер Клод Пюэль включил его в состав основной команды на товарищеский матч против бельгийского «Брюгге», в котором Эден появился на поле, тем самым неофициально дебютировав за клуб. Впоследствии он вновь был включён в состав команды на матч чемпионата Франции против «Нанси», который должен был пройти 24 ноября. В нём Азар дебютировал на профессиональном уровне, выйдя на поле по ходу матча. После зимнего перерыва Эден был вновь привлечён к играм первого состава: он провёл три матча в январе, во всех них появившись на поле по ходу матча со скамейки запасных, соперниками «Лилля» были «Мец», «Сошо» и «Пари Сен-Жермен». В составе резервной команды Эден провёл 11 матчей, в которых ему удалось забить один гол.

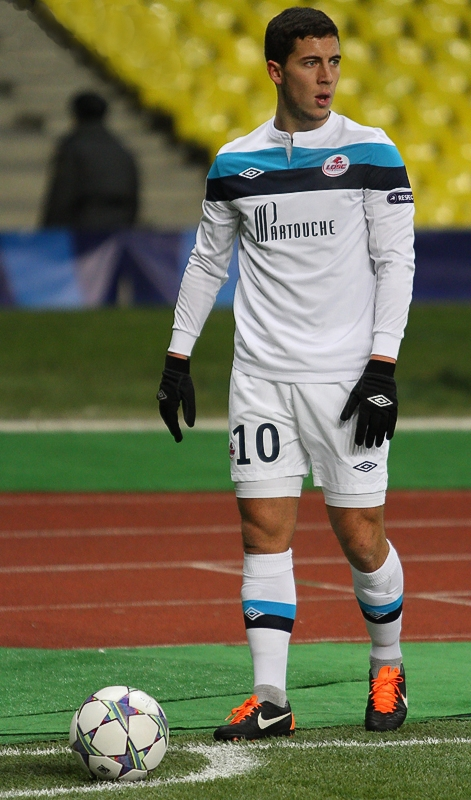
Азар в составе «Лилля» в матче Лиги чемпионов

Азар был переведён в состав основной команды на постоянной основе в сезоне 2008/09. Его дебют в качестве постоянного игрока основной команды состоялся 14 сентября 2008 года в матче против «Сошо», Азар появился на поле по ходу игры, а её результат оказался ничейным — 1:1. В матче против «Осера», который состоялся 20 сентября, Азар вышел на замену вместо Роберта Виттека и в концовке матча отличился первым голом на профессиональном уровне. Он стал самым молодым автором гола в истории клуба. В ноябре 2008 года Эден подписал новый контракт с «Лиллем». 23 января он забил второй гол за клуб, чем помог своей команде обыграть любительский клуб «Дюнкерк» со счётом 3:0 в 1/16 финала Кубка Франции. По итогам сезона вместе с командой бельгиец занял пятое место в чемпионате, что позволило клубу квалифицироваться в Лигу Европы УЕФА. Также он был назван лучшим молодым молодым игроком года во Франции по версии НПСФ. Сезон 2009/10 начался для Эдена с забитого гола в первом же официальном матче, бельгиец поразил ворота сербского клуба «Севойно» в первом матче третьего отборочного раунда в Лиге Европы. 27 августа Азар забил ещё один мяч в рамках отбора, на этот раз — в ворота бельгийского «Генка». 20 декабря Азар забил свой первый гол в этом сезоне в Лиге 1, чем помог «Лиллю» одержать победу над «Ле-Маном». В феврале «Лилль» объявил о продлении контракта с Азаром до 2014 года. По итогам выступлений в марте Эден был удостоен звания лучшего игрока месяца. В мае он был признан лучшим молодым футболистом года во Франции по версии НПСФ во второй раз подряд.
29 августа 2010 года Эден забил свой первый гол в сезоне 2010/11, благодаря чему матч с «Ниццей» был окончен со счётом 1:1. В конце сентября главный тренер команды Руди Гарсия из-за невыразительных выступлений оставил Эдена на скамейке запасных на три матча. Впоследствии бельгиец аналогично начинал матчи вне стартового состава, выходя на поле лишь по ходу игры. 7 октября главный тренер сборной Бельгии Жорж Лекенс, ссылаясь на недостаток игровой практики Эдена в «Лилле», заявил, что он недоволен работоспособностью Азара. Ассистент тренера Марк Вильмотс также добавил, что он ленится во время тренировок сборной. Впоследствии тренер «Лилля» Гарсия ответил на заявления Лекенса, назвав их «преувеличением». В марте Азар во второй раз в карьере был назван лучшим игроком месяца во Франции. В апреле, выйдя на поле со скамейки запасных по ходу матча против «Ниццы» в полуфинале Кубка Франции, Азар забил гол, чем помог своему клубу одержать победу и выйти в финал соревнования. В финале турнира Эден принял участие и был заменён на последних минутах игры, «Лилль» же по итогу стал обладателем трофея, обыграв «Пари Сен-Жермен» со счётом 1:0. Этот трофей стал первым в карьере бельгийца. Впоследствии «Лилль» стал чемпионом Лиги 1. После победы в чемпионате Эден был назван лучшим игроком года во Франции по версии НПСФ. В 2011 году он также стал обладателем трофея «Браво».
В преддверии сезона 2011/12 Азар сменил свой игровой номер с 26 на 10. В сентябре Азар впервые сыграл в Лиге чемпионов, это произошло в матче с московским ЦСКА. Зимой он стал одним из кандидатов в символическую команду из лучших игроков года по версии УЕФА. 15 апреля Эден провёл свой 100-й матч в чемпионате Франции, в нём он отдал голевую передачу и забил гол, чем помог своей команде одержать победу со счётом 4:1 над «Аяччо». В апреле Эден в третий раз подряд был номинирован на премию лучшего игрока года по версии НПСФ. Впоследствии он во второй раз стал обладателем данной награды. Эден стал вторым игроком после Педру Паулеты, который получил данное звание в двух сезонах подряд. В своём последнем матче за «Лилль» Эден оформил свой первый хет-трик на профессиональном уровне. Капитан «Лилля» Рио Мавюба вспоминал, что накануне Азар устроил вечеринку в честь своего ухода из команды («Лилль» занял третье место в чемпионате вне зависимости от результата последнего матча). Азар практически не спал ночью и много выпил, но тем не менее забил три мяча уже в первом тайме.

### «Челси»
В июне 2012 года Азар после восьми лет, проведённых в молодёжных и основной команде «Лилля», покинул клуб и присоединился к английскому «Челси». В новом клубе бельгиец выбрал номер 17. 12 августа Эден дебютировал за «Челси» в матче за Суперкубок Англии, однако его команда уступила «Манчестер Сити» со счётом 2:3. В своём первом матче в Премьер-лиге против «Уиган Атлетик» бельгиец отдал голевую передачу и заработал пенальти, а его команда одержала победу 2:0. В следующем туре бельгиец отличился дебютным голом за «синих», реализовав пенальти в ворота «Ньюкасл Юнайтед». Азар стал первым игроком, который был признан лучшим футболистом матча в трёх стартовых турах чемпионата. В середине сентября бельгиец дебютировал в Лиге чемпионов за «Челси» в первом матче группового этапа против «Ювентуса»

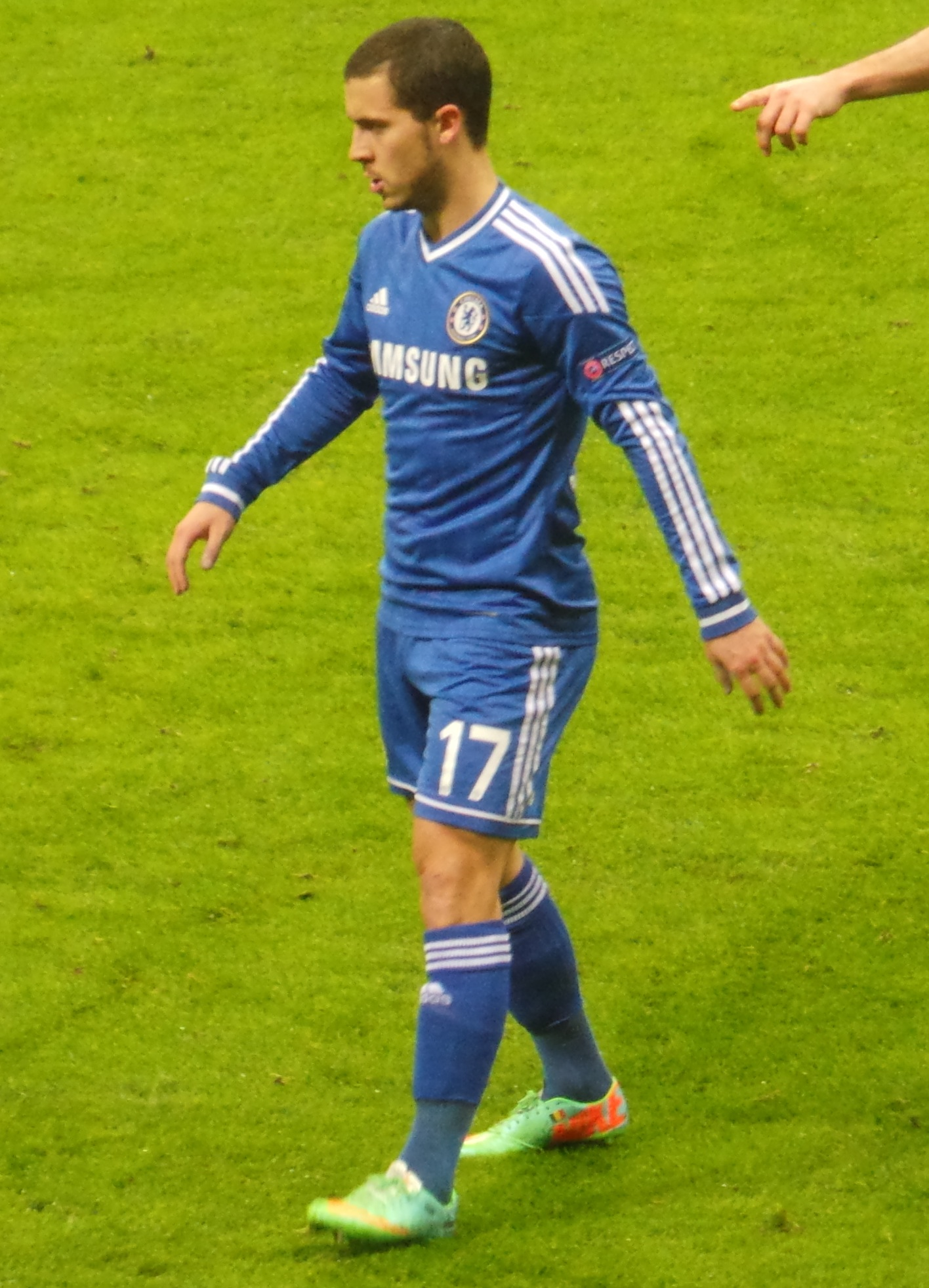
Эден Азар в сезоне 2013/14 года

23 января 2013 года, за 10 минут до окончания полуфинального матча Кубка лиги со «Суонси Сити», Азар повалил на газон и ударил одного из бол-боев (мальчиков, подающих мячи). Причиной стала задержка мяча. В результате Азар получил прямую красную карточку и был удалён с поля. Несмотря на то, что действие бол-боя было явным нарушением спортивных принципов, поступок футболиста вызвал бурное негодование в общественности. Тем не менее, некоторые футболисты и тренеры оправдали игрока в своих высказываниях. Сам же матч закончился со счётом 0:0, поэтому благодаря победе в первом матче со счётом 2:0 «Суонси Сити» вышел в финал турнира. Во втором матче 1/16 финала Лиги Европы против пражской «Спарты» 21 февраля Эден забил победный гол в добавленное арбитром время, чем позволил своей команде окончить матч со счётом 1:1 и пройти в следующий раунд турнира по сумме двух встреч. В итоге «Челси» добрался до финала турнира, в котором сам Эден из-за травмы не принял участия, тем не менее «синие» смогли выиграть ту встречу, обыграв португальский клуб «Бенфика» со счётом 2:1 и впервые в своей истории став победителями Лиги Европы. 30 августа 2013 года Эден забил гол в ворота мюнхенской «Баварии» в матче за Суперкубок УЕФА, однако его команда проиграла тот матч по результатам серии пенальти. В октябре Азар вошёл в список номинантов на награду «Золотой мяч», которая присуждается лучшему футболисту года. 8 февраля 2014 года в матче против «Ньюкасл Юнайтед» он оформил свой первый хет-трик за клуб и обеспечил победу своей команде со счётом 3:0. В апреле бельгиец был назван лучшим молодым игроком года по версии ПФА. Вместе с командой по ходу того сезона Эден добрался до полуфинала Лиги чемпионов, в котором его команда уступила испанскому клубу «Атлетико Мадрид». После этого матча главный тренер «Челси» Жозе Моуринью заявил, что Азар прикладывает недостаточно усилий для помощи своей команде при обороне. В мае 2014 года Азар был признан лучшим игроком «синих» в данном сезоне.
У него великолепные качества. Он может создать момент из ничего, и это признак особого игрока.

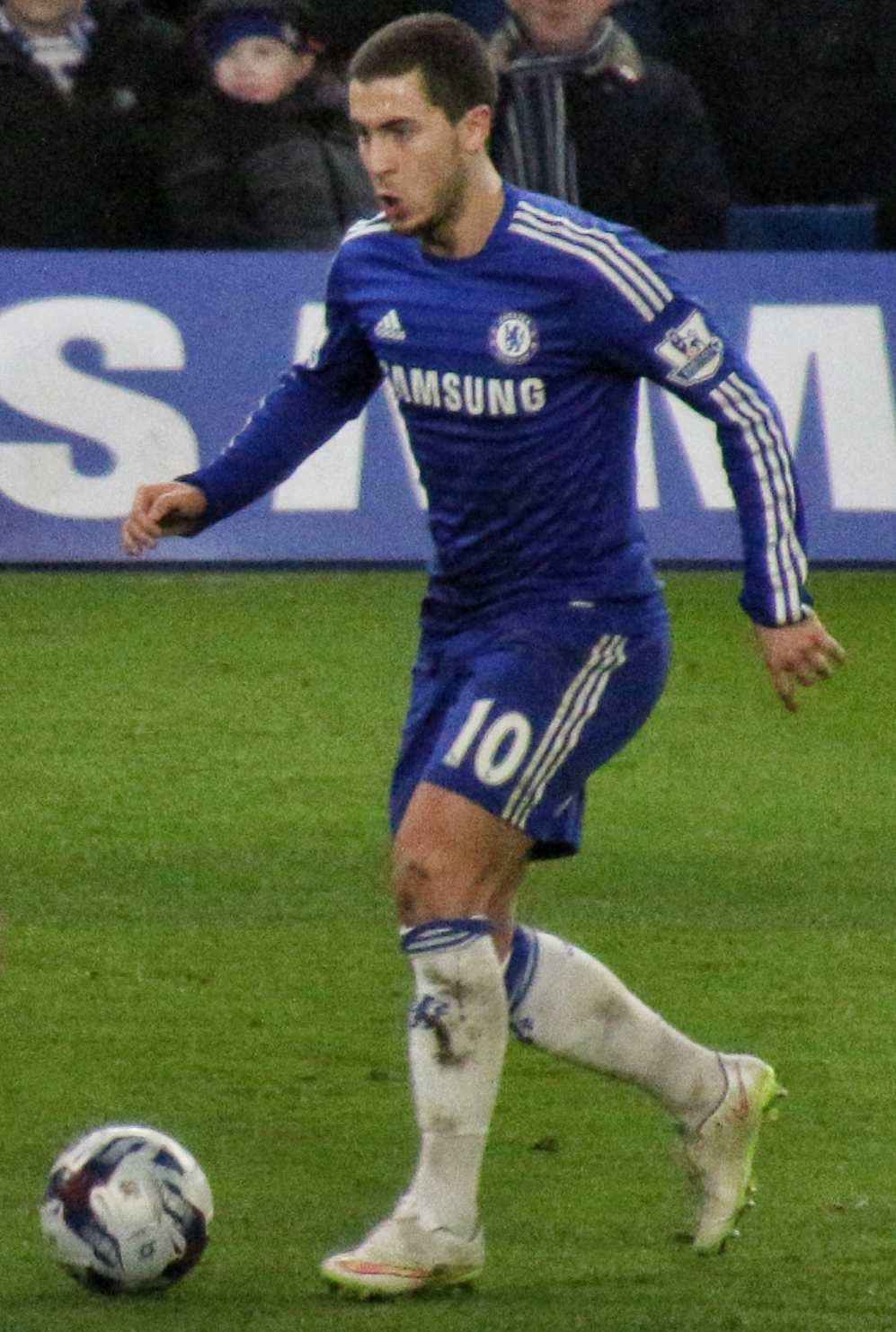
Азар в матче Кубка Футбольной лиги против «Ливерпуля», январь 2015

В преддверии сезона 2014/15 Эден сменил свой игровой номер на 10, так как он освободился после ухода Хуана Маты. 5 октября в матче против «Арсенала» Азар заработал и реализовал пенальти, благодаря чему стал единственным игроком в Европе, который пробил 16 пенальти и реализовал их все. 13 декабря Эден во второй раз в карьере забил гол головой, чем помог своей команде обыграть «Халл Сити». В феврале 2015 года подписал новый пятилетний контракт с «Челси». В конце сезона был признан лучшим игроком года по версии футболистов ПФА. 1 марта 2015 года вместе с командой стал обладателем Кубка лиги, в финале переиграв «Тоттенхэм Хотспур» со счётом 2:0. 3 мая 2015 года матче против «Кристал Пэлас» Эден забил гол, благодаря чему «синие» одержали победу с минимальным счётом и стали победителями чемпионата Англии. По итогам этого сезона Азар был признан лучшим игроком года по мнению игроков и болельщиков «Челси».
Сезон 2015/16 начался для клуба тяжело, а Эден не реализовал пенальти в матче группового этапа Лиги чемпионов против израильского клуба «Маккаби». 27 октября, в четвёртом раунде Кубка лиги против «Сток Сити», Эден стал единственным игроком, который не смог забить с одиннадцатиметровой отметки среди игроков «Челси» в том поединке, его удар парировал Джек Батленд. До конца января 2016 года у Азара продолжалась безголевая серия протяжённостью в 2358 минут в 30 матчах, которая прервалась благодаря забитому пенальти в матче против «Милтон-Кинс Донс» в четвёртом раунде Кубка Англии. После этого он ни разу не смог отличиться забитым голом вплоть до 23 апреля, когда он записал на свой счёт два забитых мяча в матче против «Бормута», в котором его команда одержала победу со счётом 4:1. После игры исполняющий обязанности главного тренера Гус Хиддинк пообещал, что Азар не покинет «Челси» в следующем сезоне вопреки слухам о его возможном уходе. Во второй раз подряд бельгиец забил гол, который определил чемпиона Премьер-лиги. 2 мая 2016 года в домашнем матче против «Тоттенхэм Хотспур» бельгиец вышел на замену и забил гол, что позволило команде свести игру к ничьей. В результате гол Азара позволил «Лестер Сити» впервые в своей истории завоевать чемпионский титул. 11 мая 2016 года Азар забил свой четвёртый и последний гол в сезоне, это произошло в матче против «Ливерпуля».

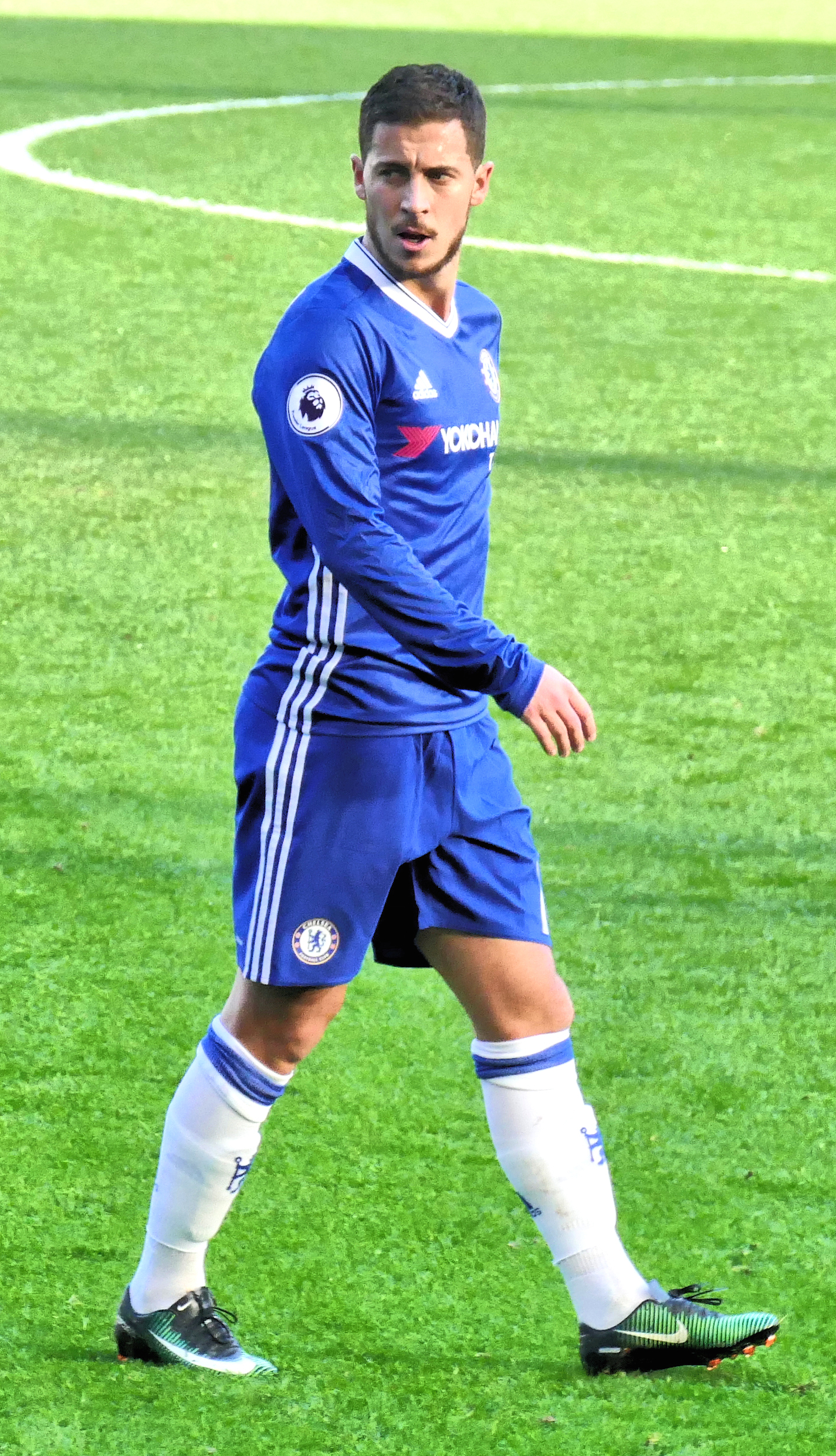
Азар в матче Премьер-лиги, декабрь 2016 года

15 августа 2016 года, в первом матче сезона 2016/17 для «Челси» в Премьер-лиге против «Вест Хэм Юнайтед», Азар забил с пенальти, благодаря чему «синие» победили со счётом 2:1. Эден был признан лучшим игроком этого матча. 27 августа бельгиец ещё раз был признан лучшим игроком матча, открыв счёт в матче против «Бернли». Азар победил в голосовании среди болельщиков на награду лучшему игроку месяца, однако её впоследствии выиграл Рахим Стерлинг. 23 октября в матче против «Манчестер Юнайтед» Азар забил свой четвёртый гол в этом сезоне, сравнявшись со своим же результатом забитых голов за весь предыдущий сезон. В матче против «Саутгемптона» Эден забил гол и отдал голевую передачу, благодаря чему «Челси» одержал победу со счётом 2:0. Азар впервые в своей карьере забил в трёх матчах Премьер-лиги подряд. Он продолжил свою серию и в следующем матче, оформив дубль и отдав голевую передачу в матче против «Эвертона». По итогу этой игры он был в третий раз в сезоне признан лучшим игроком матча. Азар был признан лучшим игроком октября в Премьер-лиге. 26 декабря Эден с пенальти забил свой 50-й гол в Премьер-лиге, став шестым игроком «синих», достигшим данной отметки. 20 апреля 2017 года Эден Азар попал в символическую команду года по версии ПФА. В начале лета на тренировке в составе национальной сборной Азар получил травму, из-за которой он пропустил весь предсезонный турнир и начало следующего сезона. 25 августа Эден вернулся на поле, сыграв в составе «Челси» до 23 лет. 28 октября он забил свой первый гол в новом сезоне, благодаря чему «синие» одержали победу над «Борнмутом» со счётом 1:0. 20 января Азар оформил дубль в ворота «Брайтона», благодаря чему смог достичь отметки в 100 голов за карьеру. В финале Кубка Англии 19 мая против «Манчестер Юнайтед» Эден забил единственный гол в игре, реализовав пенальти и, тем самым, принеся своей команде трофей.

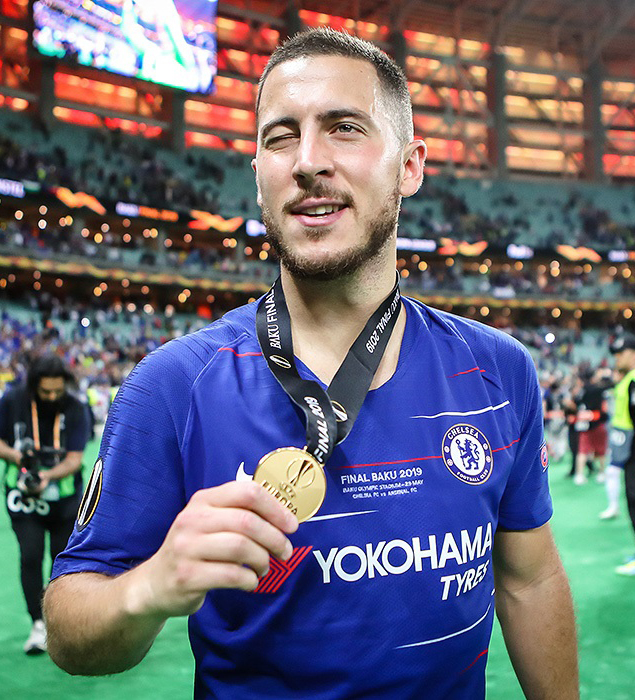
Эден Азар со своей золотой медалью после победы в Лиге Европы, май 2019 года

26 августа, в первом же матче нового сезона 2018/19, Азару удалось забить гол, благодаря чему «Челси» одержал победу над «Ньюкасл Юнайтед». 15 сентября Азар оформил хет-трик в матче против «Кардифф Сити». В матче Кубка английской лиги против «Ливерпуля» 26 сентября Азар вновь забил, выйдя на поле по ходу матча. Этот гол стал для него шестым в семи матчах с начала сезона. Спустя три дня в матче против того же «Ливерпуля» в Премьер-лиге он забил ещё раз, в связи с чем был признан лучшим игроком матча. В игре с «Уотфордом» в День подарков он забил свой 100-й гол в составе «синих». 9 мая Эден реализовал решающий удар в серии послематчевых пенальти против «Айнтрахта», благодаря чему «Челси» смог одержать победу и выйти в финал Лиги Европы. В сумме отдав 15 голевых передач в чемпионате Англии, Азар получил звание лучшего плеймейкера сезона в рамках данного турнира. 29 мая в финальном матче Лиги Европы против «Арсенала» Эден оформил дубль, чем помог «Челси» одержать победу со счётом 4:1 и выиграть данный турнир. В послематчевом интервью Азар заявил, что этот матч, вероятно, станет для него последним в составе «синих».

### «Реал Мадрид»
7 июня 2019 года было объявлено о переходе Эдена Азара в мадридский «Реал», бельгиец подписал контракт до июня 2024 года. 13 июня он был официально представлен в качестве игрока мадридского клуба на стадионе «Сантьяго Бернабеу». Сумма его трансфера составила около 100 миллионов евро, в результате чего Азар стал самым дорогим игроком «Реала» после Гарета Бейла, который перешёл в команду за 101 миллион в 2013 году, однако Азар может стать самым дорогим игроком в истории мадридского клуба в дальнейшем, если будут активированы установленные бонусы при переходе. Бельгиец был представлен без номера на футболке, лишь спустя почти два месяца после этого «Реал Мадрид» подтвердил, что Азар получит номер 7.

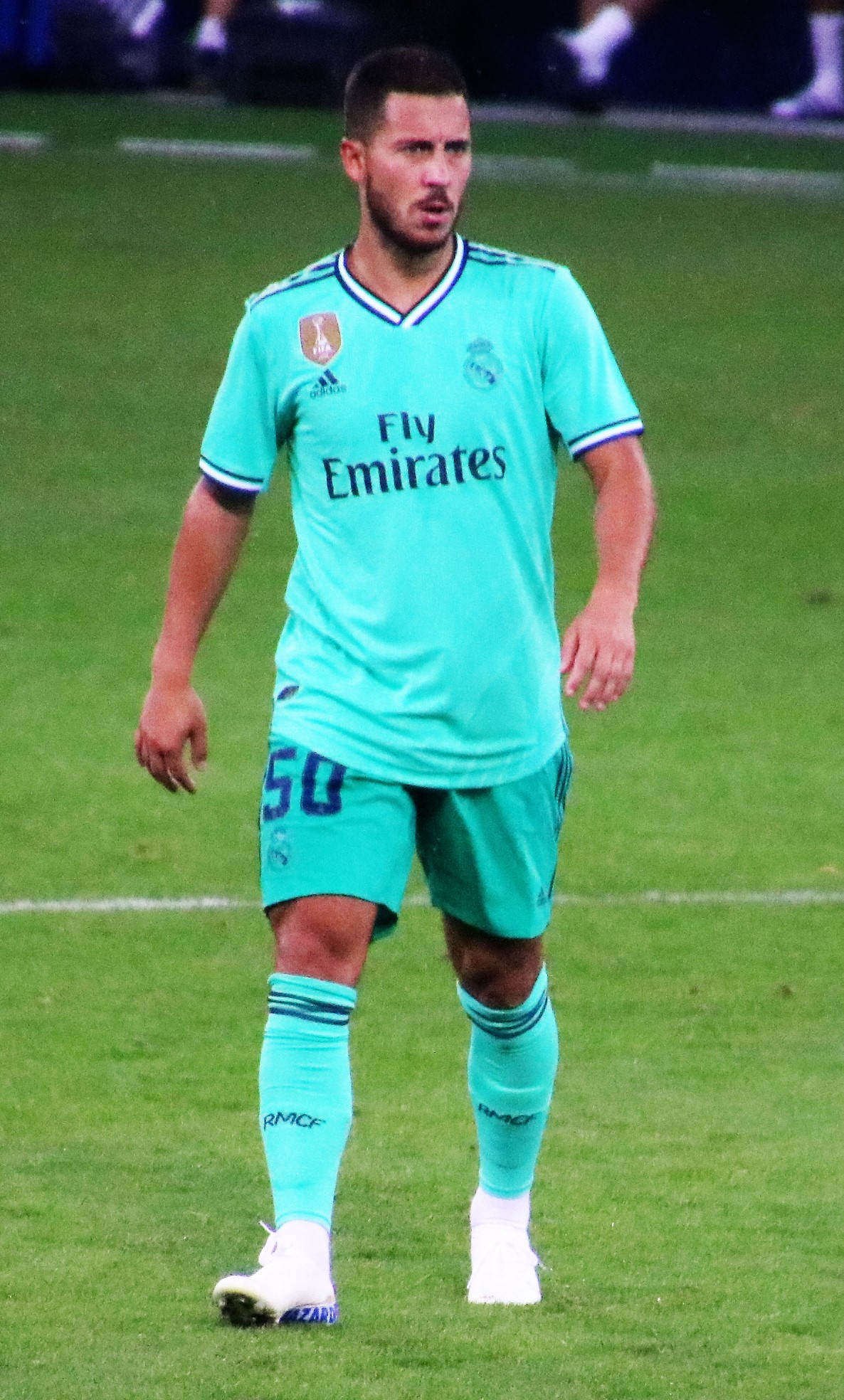
Азар в составе «Реал Мадрид», август 2019 года

В конце июля Азар попал в список номинантов на получение награды The Best FIFA Men’s Player. В начале августа он забил свой первый неофициальный гол за «Реал», это произошло в товарищеском матче против «Зальцбурга», который был окончен со счётом 1:0. На последней тренировке перед первым официальным матчем «Реала» в сезоне против «Сельты» Азар получил травму, которая задержала его дебют в составе новой команды. Он произошёл 14 сентября в игре против «Леванте», когда Эден заменил Каземиро во втором тайме. 5 октября Азар забил свой первый официальный гол за «сливочных», это случилось в матче против «Гранады». Во втором тайме бельгиец был заменён, а мадридский клуб смог победить со счётом 4:2. В конце ноября Азар получил ещё одну травму в матче группового этапа Лиги чемпионов 2019/20 против «Пари Сен-Жермен», из-за которой был вынужден покинуть поле по ходу игры. Из-за полученной травмы Азар пропустил почти три месяца, в том числе и первый «Эль-Класико» в сезоне. 16 февраля 2020 года Эден вернулся на поле в матче чемпионата Испании против «Сельты», во второй половине игры он был заменён. Шесть дней спустя, в матче с «Леванте», Эден получил новую травму и был вынужден покинуть поле во второй половине игры. Из-за данного повреждения Азар пропустил первый матч 1/8 финала Лиги чемпионов 2019/20 против «Манчестер Сити» и второй матч «Эль-Класико». В начале марта бельгиец был прооперирован. После трёхмесячного перерыва в связи с пандемией COVID-19 Азар смог восстановиться от травмы. 14 июня в матче против «Эйбара» он вышел на поле и отдал голевую передачу на Серхио Рамоса, чем помог своей команде одержать победу со счётом 3:1. В своём первом сезоне в Испании Азар сыграл 16 матчей и забил в них один мяч, а «Реал Мадрид» стал победителем чемпионата Испании.
3 июня 2023 года «Реал Мадрид» объявил об уходе Эдена Азара по окончании сезона. Мадридский клуб и 32-летний бельгиец договорились о прекращении контракта с 30 июня 2023 года, хотя соглашение действовало до лета 2024 года. Азар выступал за «Реал» с 2019 года, в общей сложности провёл 76 матчей за клуб, забил семь мячей и сделал 12 результативных передач. Вместе с «Реалом» Азар дважды становился чемпионом Испании (2019/20, 2021/2022), обладателем Кубка страны 2022/23, два раза выигрывал Суперкубок Испании (2019/20, 2021/22), также становился победителем Лиги чемпионов 2021/22.
10 октября 2023 года Азар объявил о завершении карьеры. Бельгиец вместе с «Лиллем» выиграл чемпионат Франции и Кубок Франции, с «Челси» он становился двукратным чемпионом Англии, два раза выигрывал Лигу Европы, становился обладателем Кубка Англии и Кубка Футбольной лиги. В составе «Реала» Азар два раза выигрывал чемпионат Испании и Суперкубок страны, по разу — Лигу чемпионов, Кубок Испании и Суперкубок УЕФА. Всего за карьеру вингер сыграл за клубы 622 матча, забил 167 голов и отдал 157 результативных передач.

## Карьера в сборной

### Молодёжные сборные
Эден выступал за команды до 15, 16, 17 и 19 лет. В 2007 году в составе сборной до 17 лет выступил на чемпионате Европы среди юношей, который проходил в Бельгии. На этом турнире Азар забил свой единственный гол в первом матче своей команды против сборной Нидерландов: он реализовал пенальти и сделал счёт ничейным — 2:2. В полуфинале данного турнира против Испании сборная Бельгии потерпела поражение в серии пенальти и завершила своё выступление на турнире. В этом же году Эден принял участие и на чемпионате мира среди юношеских команд в Республике Корея. Он вышел на поле во всех трёх матчах группового этапа, однако Бельгия не смогла выйти в следующий раунд. В этот период времени Азар производил хорошее впечатление на СМИ, которые сравнивали его с другим бельгийским футболистом Энцо Шифо.
В октябре 2007 года Азар был впервые вызван в команду до 19 лет. Свой первый матч в её составе он провёл в квалификационной игре чемпионата Европы среди юношей против сборной Румынии, выйдя на замену по ходу матча. Также Эден вышел на поле в играх против Исландии и Англии, однако Бельгия проиграла оба матча, из-за чего не смогла пройти квалификацию на турнир. 7 октября 2008 года Азар забил свой первый гол в составе сборной до 19 лет, это произошло в матче с Эстонией. Три дня спустя он оформил дубль в матче против Хорватии, реализовав два пенальти. В элитном раунде ЧЕ-2009 Азар забил три мяча. Это произошло в матче против Ирландии, Швеции и Швейцарии.

### Основная сборная Бельгии
В ноябре 2008 года Эден Азар впервые получил вызов в основную сборную Бельгии от главного тренера Рене Вандерейккена на матч против Люксембурга. До этого Эдену предлагали выступать за сборную Франции, однако он ответил отказом на данное предложение. В матче против Люксембурга Азар появился на поле, выйдя на замену по ходу игры. В ноябре 2009 года он впервые в своей международной карьере сыграл полный матч.
В мае 2010 года главным тренером сборной стал Жорж Лекенс. В первых трёх матчах под руководством нового тренера Азар выходил в стартовом составе, однако впоследствии он был задействован лишь как запасной игрок. Лекенс аргументировал это отсутствием у Эдена желания тренироваться со сборной и нежеланием помогать своей команде в оборонительных действиях. В товарищеском матче против сборной России в ноябре 2010 года Азар вернулся в стартовый состав сборной, Бельгия выиграла эту игру со счётом 2:0. Однако в марте 2011 года он вновь был выведен из основного состава, поскольку Лекенс предпочёл выпустить Насера Шадли и Муссу Дембеле на флангах. После матча отборочного турнира на Евро-2012 против сборной Азербайджана в этом месяце игра Азара в составе сборной была подвергнута критике. В своём следующем матче за сборную против Турции 3 июня 2011 года Эден вышел в стартовом составе, однако спустя час игры был заменён. Будучи разочарован данным решением, он сразу после замены отправился в раздевалку и позже был замечен возле стадиона с гамбургером в руках, в то время как матч всё ещё продолжался. Лекенс заявил, что Эден из-за этого пропустит несколько матчей национальной команды. 9 августа менеджеры футболиста выпустили пресс-релиз касательно инцидента в матче с Турцией, в нём было подвергнуто критике отстранение игрока от следующих матчей, а также малое количество отведённого ему игрового времени. 7 октября 2011 года, спустя почти три года после своего дебюта, Эден Азар забил свой первый гол в составе сборной, это произошло в матче против Казахстана, который окончился победой со счётом 4:1. В следующем матче против Германии Азар провёл на поле 90 минут, однако Бельгия уступила немецкой сборной со счётом 1:3 и в результате не попала на чемпионат Европы 2012 года.
В матчах квалификации чемпионата мира 2014 года Азар сыграл девять раз, дважды отличившись забитым голом. Оба мяча были забиты в матчах против сборной Македонии: первый — 22 марта, второй — 26 марта. Впоследствии было объявлено о включении Азара в состав сборной Бельгии на предстоящий чемпионат мира. В первой игре своей команды на турнире Азар отдал голевую передачу на Дриса Мертенса, чем помог Бельгии одержать победу над Алжиром со счётом 2:1. Во конце второго матча против сборной России Эден аналогично отдал голевую передачу на Дивока Ориги, что позволило бельгийской сборной победить в этом матче и выйти в раунд плей-офф. Сборная Бельгии дошла до четвертьфинала, где уступила сборной Аргентины и завершила своё выступление на турнире. В июне 2015 года из-за травмы постоянного капитана команды Венсана Компани Азар впервые вышел на поле в качестве капитана сборной, это произошло в товарищеском матче против сборной Франции. Эден забил в нём гол, реализовав пенальти, благодаря чему бельгийская сборная выиграла со счётом 4:3. 3 сентября в матче отборочного турнира на Евро-2016 против сборной Боснии и Герцеговины Азар реализовал ещё один пенальти, переиграв своего партнёра по «Челси» Асмира Беговича. 10 октября он забил гол в матче против сборной Андорры, чем помог своей команде одержать победу и впервые с 2000 года выйти в финальную часть турнира. Из-за отсутствия Компани Азар стал капитаном сборной на Евро-2016. Свой единственный гол на турнире Эден забил в матче с Венгрией в 1/8 финала, в четвертьфинале Бельгия проиграла Уэльсу и завершила своё выступление на турнире. Наряду с Аароном Рэмзи Эден стал лучшим ассистентом турнира, отдав четыре голевые передачи. В начале сентября 2016 года новый главный тренер сборной Роберто Мартинес назначил Азара постоянным капитаном команды.

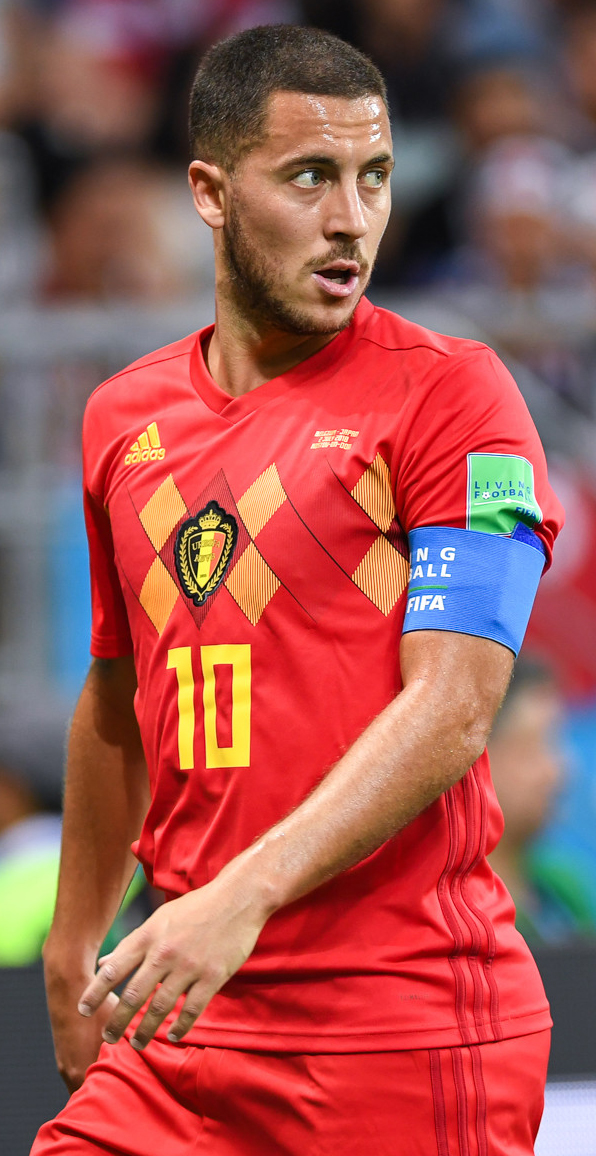
Эден Азар в качестве капитана сборной на ЧМ-2018

В качестве капитана сборной Бельгии Азар выступил и на чемпионате мира 2018 года. В первой игре на турнире против Панамы он отдал голевую передачу на Ромелу Лукаку, чем помог своей сборной одержать победу со счётом 3:0. Во втором матче группового этапа против сборной Туниса Азар оформил дубль. В заключительной игре группового этапа против сборной Англии Азар участия не принимал. В матче 1/8 финала против Японии Бельгия стала первой командой за 52 года, которая на этапе плей-офф отыгралась со счёта 0:2 в течение основного времени и по итогу выиграла матч, Эден в этой игре отдал голевую передачу на Маруана Феллайни. Впоследствии Эден помог своей команде во второй раз в своей истории выйти в полуфинал чемпионата мира, благодаря победе в матче 1/4 финала против Бразилии со счётом 2:1. В этой игре Азар сделал наибольшее количество успешных попыток дриблинга на чемпионатах мира с 1966 года. В полуфинале Бельгия проиграла сборной Франции со счётом 0:1. 14 июля в матче за третье место против сборной Англии Азар забил мяч в концовке игры, чем помог своей команде одержать победу и занять третье место, данный результат стал лучшим для Бельгии за всю историю. В июле Эден Азар был выбран вторым лучшим игроком турнира, за что получил «Серебряный мяч».
Во время отборочного турнира на Евро-2020 Эден провёл свой 100-й матч за сборную Бельгии, это произошло в игре против Кипра в марте 2019 года, в нём он также забил мяч. 16 ноября 2019 года сделал дубль в ворота сборной России (4:1) на стадионе «Крестовский» в Санкт-Петербурге в отборочном матче Евро-2020. На Евро-2020 в первых двух матчах групповой стадии против России (3:0) и Дании (2:1) Азар выходил на замену во втором тайме. В игре против Дании сделал голевую передачу на Кевина Де Брёйне. В последнем матче против Финляндии (2:0) Азар вышел на поле в стартовом составе и сыграл все 90 минут. В 1/8 финала против Португалии (1:0) провёл на поле 87 минут. В этой игре Азар получил травму и не смог выйти на поле в матче 1/4 финала против будущих чемпионов итальянцев (1:2).
5 сентября 2021 года в отборочном матче чемпионата мира 2022 года против сборной Чехии в Брюсселе (3:0) забил свой 33-й и последний мяч за сборную.

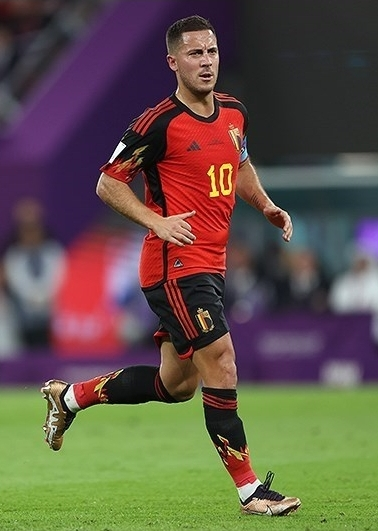
Чемпионат мира 2022 года

10 ноября 2022 года был включён в официальную заявку сборной Бельгии для участия в матчах чемпионата мира 2022 года в Катаре. В первых двух матчах против Канады (1:0) и Марокко (0:2) Азар выходил в стартовом составе в качестве капитана команды и проводил на поле около 60 минут. В последней решающей игре групповой стадии против Хорватии (0:0) Азар появился на поле только на 87-й минуте. Бельгийцы не сумели выйти из группы (1 победа, 1 ничья и 1 поражение). По окончании группового этапа турнира 7 декабря 2022 года футболист сообщил, что завершает карьеру в национальной команде. Всего он сыграл за Бельгию 126 матчей и забил 33 мяча. На момент окончания карьеры он занимал второе место по голам (после Ромелу Лукаку) и четвёртое место по матчам за сборную Бельгии.

## Стиль игры

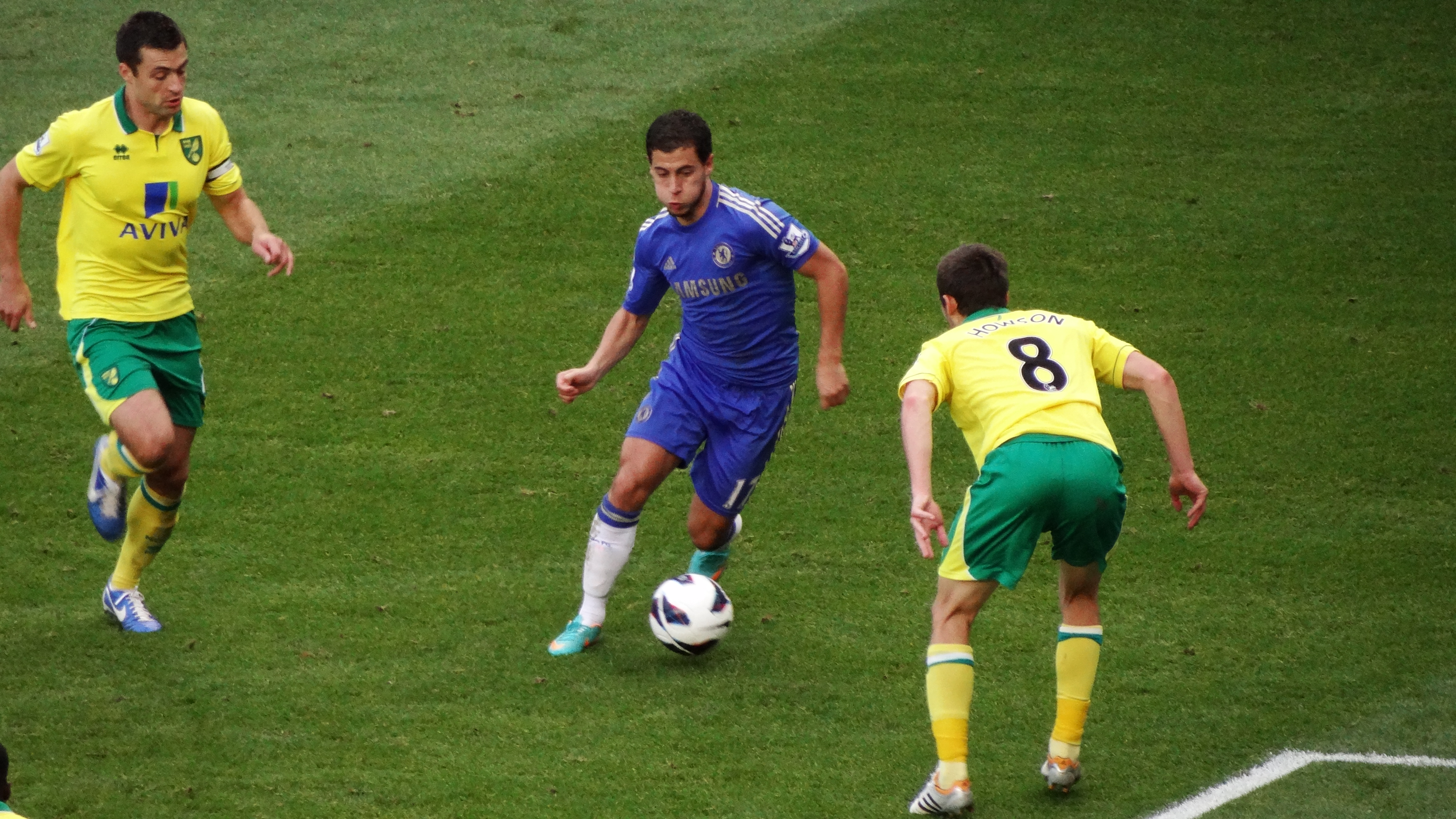
Азар обходит двух соперников в матче с «Норвич Сити», октябрь 2012 года

В основном тренеры использовали Азара на позиции нападающего, вингера или атакующего полузащитника. Врождённый талант, ловкость, скорость и навыки дриблинга, в сочетании с креативным мышлением и низким центром тяжести из-за небольшого роста позволяют ему обходить соперников в ситуациях один на один. В «Челси» Азар признавался одним из лучших игроков мира, в основном выступал на позиции левого вингера. В течение карьеры зачастую отмечал забитые мячи скольжением на коленях, однако с 2018 года перестал делать это. Эден был универсальным игроком, в нападении он играл и в паре с другим футболистом, и в качестве единственного центрального нападающего, и в качестве «ложной девятки». Являлся качественным исполнителем пенальти и штрафных ударов.

## Личная жизнь
Женат на Наташе ван Хонакер. У них четверо сыновей: Яннис, Лео, Самми и Санти. У Эдена есть три младших брата. Старший из них, Торган, играл за основного противника «Лилля» по северному дерби — футбольный клуб «Ланс». Позднее Торган выступал за мёнхенгладбахскую и дортмундскую «Боруссию», сыграл более 40 матчей за сборную Бельгии, неоднократно выходил на поле вместе со старшим братом. Два других брата Эдена: Килиан (род. 1995) и Итан (род. 2003). Килиан выступал за ряд бельгийских клубов, в том числе высшего дивизиона, Итан играет в клубе «Руаяль Стад Бренуа», в академии которого в начале карьеры играл и сам Эден.
Азар был лицом поставщика спортивного снаряжения Nike, он играет в бутсах этого производителя. В марте 2016 года Азар появился в рекламе бельгийской компании Lotus Bakeries. В июне 2017 года Эден стал совладельцем клуба Североамериканской футбольной лиги «Сан-Диего 1904». Эден Азар вместе с Лионелем Месси появился на обложке одного из изданий игры от компании EA Sports — FIFA 15. Азар вместе с Марко Ройсом, Хамесом Родригесом и Антони Марсьялем стали лицами другой игры данной серии — FIFA 17. Также Эден стал лицом игры FIFA 20.

## Достижения

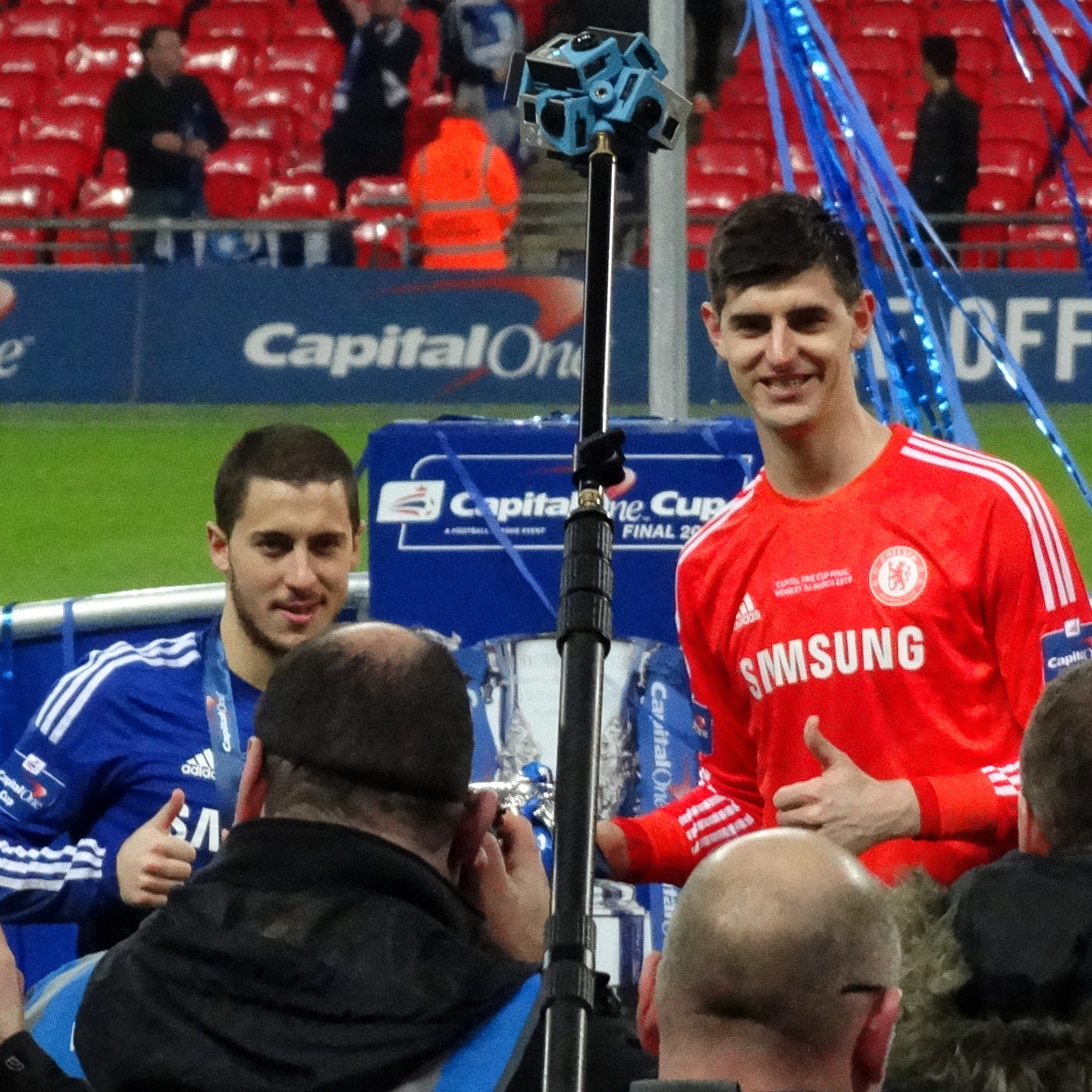
Эден Азар и Тибо Куртуа держат выигранный Кубок Футбольной лиги, 2015 год

### Командные достижения
«Лилль»
- Чемпион Франции: 2010/11[240]
- Обладатель Кубка Франции: 2010/11[240]

«Челси»
- Чемпион Англии (2): 2014/15, 2016/17[241]
- Обладатель Кубка Футбольной лиги: 2014/15[240]
- Победитель Лиги Европы УЕФА (2): 2012/13, 2018/19[240]
- Обладатель Кубка Англии: 2017/18[242]

«Реал Мадрид»
- Чемпион Испании (2): 2019/20, 2021/2022
- Обладатель Кубка Испании: 2022/23
- Обладатель Суперкубка Испании (2): 2019/20, 2021/22
- Победитель Лиги чемпионов УЕФА: 2021/22
- Обладатель Суперкубка УЕФА: 2022

Сборная Бельгии
- Бронзовый призёр чемпионата мира: 2018

### Личные достижения
- Лучший молодой игрок года во Франции по версии НСПФ (2): 2009[243], 2010
- Лучший игрок года во Франции по версии НСПФ (2): 2011[244], 2012[245]
- Член символической команды года французской Лиги 1 (3): 2010, 2011, 2012[246]
- Лучший игрок месяца французской Лиги 1 (4): март 2010[247], март 2011[248], март 2012[249], апрель 2012[250]
- Обладатель трофея «Браво»: 2011[49]
- Член символической команды года по версии ПФА (4): 2013[251], 2014[252], 2015[253], 2017[113]
- Лучший молодой игрок года по версии ПФА: 2014[254]
- Игрок года по версии болельщиков «Челси» (4): 2014, 2015[255], 2017[256], 2019[257]
- Игрок года по версии футболистов «Челси» (2): 2015[255], 2019[258]
- Лучший игрок года по версии футболистов ПФА: 2015[259]
- Лучший игрок года по версии АФЖ: 2015[260]
- Игрок сезона английской Премьер-лиги: 2014/15[241]
- Автор лучшего гола сезона в «Челси» (3): 2015/16[256], 2016/17[261], 2018/19[262]
- Лучший ассистент чемпионата Европы: 2016 (4 передачи, совместно с Аароном Рэмзи)[195]
- Лучший игрок месяца английской Премьер-лиги (2): октябрь 2016[263], сентябрь 2018[241]
- Член символической команды года по версии УЕФА (2): 2017[264], 2018[265]
- Лучший футболист Бельгии (3): 2017[266], 2018, 2019
- Автор лучшего гола месяца в английской Премьер-лиге (2): февраль 2017[267], апрель 2019[268]
- Обладатель «Серебряного мяча» чемпионата мира: 2018[269]
- Спортсмен года в Бельгии: 2018[270]
- Лучший плеймейкер сезона английской Премьер-лиги: 2018/19[241]
- Лучший игрок сезона по версии болельщиков ПФА: 2018/19[271]
- Член символической сборной сезона в Лиге Европы: 2018/19[272]
- Член символической команды года по версии ФИФПРО (2) : 2018[273], 2019[274]
- Входит в символическую команду из лучших игроков десятилетия в английской Премьер-лиге по версии BBC Sport[275]

## Статистика выступлений

### Клубная
| Клуб             | Сезон            | Лига | Лига | Кубок | Кубок | Кубок лиги | Кубок лиги | Еврокубки | Еврокубки | Прочие | Прочие | Всего | Всего |
| Клуб             | Сезон            | Игры | Голы | Игры  | Голы  | Игры       | Голы       | Игры      | Голы      | Игры   | Голы   | Игры  | Голы  |
| ---------------- | ---------------- | ---- | ---- | ----- | ----- | ---------- | ---------- | --------- | --------- | ------ | ------ | ----- | ----- |
| Лилль            | 2007/08          | 4    | 0    | 0     | 0     | 0          | 0          | 0         | 0         | 0      | 0      | 4     | 0     |
| Лилль            | 2008/09          | 30   | 4    | 4     | 2     | 1          | 0          | 0         | 0         | 0      | 0      | 35    | 6     |
| Лилль            | 2009/10          | 37   | 5    | 1     | 0     | 2          | 1          | 12        | 4         | 0      | 0      | 52    | 10    |
| Лилль            | 2010/11          | 38   | 7    | 5     | 3     | 2          | 2          | 9         | 0         | 0      | 0      | 54    | 12    |
| Лилль            | 2011/12          | 38   | 20   | 3     | 1     | 1          | 0          | 6         | 0         | 1      | 1      | 49    | 22    |
| Лилль            | Итого            | 147  | 36   | 13    | 6     | 6          | 3          | 27        | 4         | 1      | 1      | 194   | 50    |
| Челси            | 2012/13          | 34   | 9    | 6     | 1     | 5          | 2          | 13        | 1         | 4      | 0      | 62    | 13    |
| Челси            | 2013/14          | 35   | 14   | 3     | 0     | 1          | 0          | 9         | 2         | 1      | 1      | 49    | 17    |
| Челси            | 2014/15          | 38   | 14   | 1     | 0     | 6          | 2          | 7         | 3         | 0      | 0      | 52    | 19    |
| Челси            | 2015/16          | 31   | 4    | 2     | 2     | 1          | 0          | 8         | 0         | 1      | 0      | 43    | 6     |
| Челси            | 2016/17          | 36   | 16   | 4     | 1     | 3          | 0          | 0         | 0         | 0      | 0      | 43    | 17    |
| Челси            | 2017/18          | 34   | 12   | 5     | 1     | 4          | 1          | 8         | 3         | 0      | 0      | 51    | 17    |
| Челси            | 2018/19          | 37   | 16   | 2     | 0     | 5          | 3          | 8         | 2         | 0      | 0      | 52    | 21    |
| Челси            | Итого            | 245  | 85   | 23    | 5     | 25         | 8          | 53        | 11        | 6      | 1      | 352   | 110   |
| Реал Мадрид      | 2019/20          | 16   | 1    | 0     | 0     | 0          | 0          | 6         | 0         | 0      | 0      | 22    | 1     |
| Реал Мадрид      | 2020/21          | 14   | 3    | 1     | 0     | 0          | 0          | 5         | 1         | 1      | 0      | 21    | 4     |
| Реал Мадрид      | 2021/22          | 18   | 0    | 2     | 1     | 0          | 0          | 3         | 0         | 0      | 0      | 23    | 1     |
| Реал Мадрид      | 2022/23          | 6    | 0    | 1     | 0     | 0          | 0          | 3         | 1         | 0      | 0      | 10    | 1     |
| Реал Мадрид      | Итого            | 54   | 4    | 4     | 1     | 0          | 0          | 17        | 2         | 1      | 0      | 76    | 7     |
| Всего за карьеру | Всего за карьеру | 446  | 125  | 40    | 12    | 31         | 11         | 97        | 17        | 8      | 2      | 622   | 167   |

1. ↑  Суперкубок Франции, Суперкубок Англии, Суперкубок Испании, Суперкубок УЕФА, Клубный чемпионат мира.

### Сборная
| Сборная          | Год              | Товарищеские | Товарищеские | Турниры | Турниры | Всего | Всего |
| Сборная          | Год              | Игры         | Голы         | Игры    | Голы    | Игры  | Голы  |
| ---------------- | ---------------- | ------------ | ------------ | ------- | ------- | ----- | ----- |
| Бельгия          | 2008             | 1            | 0            | 0       | 0       | 1     | 0     |
| Бельгия          | 2009             | 4            | 0            | 5       | 0       | 9     | 0     |
| Бельгия          | 2010             | 4            | 0            | 3       | 0       | 7     | 0     |
| Бельгия          | 2011             | 3            | 0            | 5       | 1       | 8     | 1     |
| Бельгия          | 2012             | 4            | 1            | 4       | 0       | 8     | 1     |
| Бельгия          | 2013             | 4            | 1            | 5       | 2       | 9     | 3     |
| Бельгия          | 2014             | 5            | 1            | 7       | 0       | 12    | 1     |
| Бельгия          | 2015             | 2            | 1            | 7       | 5       | 9     | 6     |
| Бельгия          | 2016             | 5            | 1            | 9       | 4       | 14    | 5     |
| Бельгия          | 2017             | 1            | 1            | 4       | 3       | 5     | 4     |
| Бельгия          | 2018             | 6            | 2            | 10      | 4       | 16    | 6     |
| Бельгия          | 2019             | 0            | 0            | 8       | 5       | 8     | 5     |
| Бельгия          | 2020             | 0            | 0            | 0       | 0       | 0     | 0     |
| Бельгия          | 2021             | 1            | 0            | 9       | 1       | 10    | 1     |
| Бельгия          | 2022             | 1            | 0            | 9       | 0       | 10    | 0     |
| Всего за карьеру | Всего за карьеру | 41           | 8            | 85      | 25      | 126   | 33    |

### Список матчей за сборную
| Матчи и голы Эдена Азара за сборную Бельгии | Матчи и голы Эдена Азара за сборную Бельгии | Матчи и голы Эдена Азара за сборную Бельгии | Матчи и голы Эдена Азара за сборную Бельгии | Матчи и голы Эдена Азара за сборную Бельгии | Матчи и голы Эдена Азара за сборную Бельгии |
| №                                           | Дата                                        | Оппонент                                    | Счёт                                        | Голы Азара                                  | Соревнование                                |
| ------------------------------------------- | ------------------------------------------- | ------------------------------------------- | ------------------------------------------- | ------------------------------------------- | ------------------------------------------- |
| 1                                           | 19 ноября 2008                              | Люксембург                                  | 1:1                                         | —                                           | Товарищеский матч                           |
| 2                                           | 11 февраля 2009                             | Словения                                    | 2:0                                         | —                                           | Товарищеский матч                           |
| 3                                           | 28 марта 2009                               | Босния и Герцеговина                        | 2:4                                         | —                                           | Отборочные матчи ЧМ-2010                    |
| 4                                           | 1 апреля 2009                               | Босния и Герцеговина                        | 1:2                                         | —                                           | Отборочные матчи ЧМ-2010                    |
| 5                                           | 12 августа 2009                             | Чехия                                       | 1:3                                         | —                                           | Товарищеский матч                           |
| 6                                           | 5 сентября 2009                             | Испания                                     | 0:5                                         | —                                           | Отборочные матчи ЧМ-2010                    |
| 7                                           | 9 сентября 2009                             | Армения                                     | 1:2                                         | —                                           | Отборочные матчи ЧМ-2010                    |
| 8                                           | 10 октября 2009                             | Турция                                      | 2:0                                         | —                                           | Отборочные матчи ЧМ-2010                    |
| 9                                           | 14 ноября 2009                              | Венгрия                                     | 3:0                                         | —                                           | Товарищеский матч                           |
| 10                                          | 17 ноября 2009                              | Катар                                       | 2:0                                         | —                                           | Товарищеский матч                           |
| 11                                          | 3 марта 2010                                | Хорватия                                    | 0:1                                         | —                                           | Товарищеский матч                           |
| 12                                          | 19 мая 2010                                 | Болгария                                    | 2:1                                         | —                                           | Товарищеский матч                           |
| 13                                          | 11 августа 2010                             | Финляндия                                   | 0:1                                         | —                                           | Товарищеский матч                           |
| 14                                          | 3 сентября 2010                             | Германия                                    | 0:1                                         | —                                           | Отборочные матчи ЧЕ-2012                    |
| 15                                          | 7 сентября 2010                             | Турция                                      | 2:3                                         | —                                           | Отборочные матчи ЧЕ-2012                    |
| 16                                          | 12 октября 2010                             | Австрия                                     | 4:4                                         | —                                           | Отборочные матчи ЧЕ-2012                    |
| 17                                          | 17 ноября 2010                              | Россия                                      | 2:0                                         | —                                           | Товарищеский матч                           |
| 18                                          | 9 февраля 2011                              | Финляндия                                   | 1:1                                         | —                                           | Товарищеский матч                           |
| 19                                          | 29 марта 2011                               | Азербайджан                                 | 4:1                                         | —                                           | Отборочные матчи ЧЕ-2012                    |
| 20                                          | 3 июня 2011                                 | Турция                                      | 1:1                                         | —                                           | Отборочные матчи ЧЕ-2012                    |
| 21                                          | 2 сентября 2011                             | Азербайджан                                 | 1:1                                         | —                                           | Отборочные матчи ЧЕ-2012                    |
| 22                                          | 6 сентября 2011                             | США                                         | 1:0                                         | —                                           | Товарищеский матч                           |
| 23                                          | 7 октября 2011                              | Казахстан                                   | 4:1                                         | 43′                                         | Отборочные матчи ЧЕ-2012                    |
| 24                                          | 11 октября 2011                             | Германия                                    | 1:3                                         | —                                           | Отборочные матчи ЧЕ-2012                    |
| 25                                          | 15 ноября 2011                              | Франция                                     | 0:0                                         | —                                           | Товарищеский матч                           |
| 26                                          | 29 февраля 2012                             | Греция                                      | 1:1                                         | —                                           | Товарищеский матч                           |
| 27                                          | 25 мая 2012                                 | Черногория                                  | 2:0                                         | 34′ (пен.)                                  | Товарищеский матч                           |
| 28                                          | 2 июня 2012                                 | Англия                                      | 0:1                                         | —                                           | Товарищеский матч                           |
| 29                                          | 15 августа 2012                             | Нидерланды                                  | 3:1                                         | —                                           | Товарищеский матч                           |
| 30                                          | 7 сентября 2012                             | Уэльс                                       | 2:0                                         | —                                           | Отборочные матчи ЧМ-2014                    |
| 31                                          | 11 сентября 2012                            | Хорватия                                    | 1:1                                         | —                                           | Отборочные матчи ЧМ-2014                    |
| 32                                          | 12 октября 2012                             | Сербия                                      | 3:0                                         | —                                           | Отборочные матчи ЧМ-2014                    |
| 33                                          | 16 октября 2012                             | Шотландия                                   | 2:0                                         | —                                           | Отборочные матчи ЧМ-2014                    |
| 34                                          | 6 февраля 2013                              | Словакия                                    | 2:1                                         | 10′                                         | Товарищеский матч                           |
| 35                                          | 22 марта 2013                               | Македония                                   | 2:0                                         | 62′ (пен.)                                  | Отборочные матчи ЧМ-2014                    |
| 36                                          | 26 марта 2013                               | Македония                                   | 1:0                                         | 62′                                         | Отборочные матчи ЧМ-2014                    |
| 37                                          | 7 июня 2013                                 | Сербия                                      | 2:1                                         | —                                           | Отборочные матчи ЧМ-2014                    |
| 38                                          | 14 августа 2013                             | Франция                                     | 0:0                                         | —                                           | Товарищеский матч                           |
| 39                                          | 11 октября 2013                             | Хорватия                                    | 2:1                                         | —                                           | Отборочные матчи ЧМ-2014                    |
| 40                                          | 15 октября 2013                             | Уэльс                                       | 1:1                                         | —                                           | Отборочные матчи ЧМ-2014                    |
| 41                                          | 14 ноября 2013                              | Колумбия                                    | 0:2                                         | —                                           | Товарищеский матч                           |
| 42                                          | 19 ноября 2013                              | Япония                                      | 2:3                                         | —                                           | Товарищеский матч                           |
| 43                                          | 5 марта 2014                                | Кот-д’Ивуар                                 | 2:2                                         | —                                           | Товарищеский матч                           |
| 44                                          | 26 мая 2014                                 | Люксембург                                  | 5:1                                         | —                                           | Товарищеский матч                           |
| 45                                          | 1 июня 2014                                 | Швеция                                      | 2:0                                         | 78′                                         | Товарищеский матч                           |
| 46                                          | 7 июня 2014                                 | Тунис                                       | 1:0                                         | —                                           | Товарищеский матч                           |
| 47                                          | 17 июня 2014                                | Алжир                                       | 2:1                                         | —                                           | ЧМ-2014. Групповой этап                     |
| 48                                          | 22 июня 2014                                | Россия                                      | 1:0                                         | —                                           | ЧМ-2014. Групповой этап                     |
| 49                                          | 26 июня 2014                                | Республика Корея                            | 1:0                                         | —                                           | ЧМ-2014. Групповой этап                     |
| 50                                          | 1 июля 2014                                 | США                                         | 2:1                                         | —                                           | ЧМ-2014. 1/8 финала                         |
| 51                                          | 5 июля 2014                                 | Аргентина                                   | 0:1                                         | —                                           | ЧМ-2014. 1/4 финала                         |
| 52                                          | 13 октября 2014                             | Босния и Герцеговина                        | 1:1                                         | —                                           | Отборочные матчи ЧЕ-2016                    |
| 53                                          | 12 ноября 2014                              | Исландия                                    | 3:1                                         | —                                           | Товарищеский матч                           |
| 54                                          | 16 ноября 2014                              | Уэльс                                       | 0:0                                         | —                                           | Отборочные матчи ЧЕ-2016                    |
| 55                                          | 28 марта 2015                               | Кипр                                        | 5:0                                         | 67′                                         | Отборочные матчи ЧЕ-2016                    |
| 56                                          | 31 марта 2015                               | Израиль                                     | 1:0                                         | —                                           | Отборочные матчи ЧЕ-2016                    |
| 57                                          | 7 июня 2015                                 | Франция                                     | 4:3                                         | 54′ (пен.)                                  | Товарищеский матч                           |
| 58                                          | 12 июня 2015                                | Уэльс                                       | 0:1                                         | —                                           | Отборочные матчи ЧЕ-2016                    |
| 59                                          | 3 сентября 2015                             | Босния и Герцеговина                        | 3:1                                         | 78′ (пен.)                                  | Отборочные матчи ЧЕ-2016                    |
| 60                                          | 6 сентября 2015                             | Кипр                                        | 1:0                                         | 86′                                         | Отборочные матчи ЧЕ-2016                    |
| 61                                          | 10 октября 2015                             | Андорра                                     | 4:1                                         | 56′ (пен.)                                  | Отборочные матчи ЧЕ-2016                    |
| 62                                          | 13 октября 2015                             | Израиль                                     | 3:1                                         | 84′                                         | Отборочные матчи ЧЕ-2016                    |
| 63                                          | 13 ноября 2015                              | Италия                                      | 3:1                                         | —                                           | Товарищеский матч                           |
| 64                                          | 28 мая 2016                                 | Швейцария                                   | 2:1                                         | —                                           | Товарищеский матч                           |
| 65                                          | 1 июня 2016                                 | Финляндия                                   | 1:1                                         | —                                           | Товарищеский матч                           |
| 66                                          | 5 июня 2016                                 | Норвегия                                    | 3:2                                         | 70′                                         | Товарищеский матч                           |
| 67                                          | 13 июня 2016                                | Италия                                      | 0:2                                         | —                                           | ЧЕ-2016. Групповой этап                     |
| 68                                          | 18 июня 2016                                | Ирландия                                    | 3:0                                         | —                                           | ЧЕ-2016. Групповой этап                     |
| 69                                          | 22 июня 2016                                | Швеция                                      | 1:0                                         | —                                           | ЧЕ-2016. Групповой этап                     |
| 70                                          | 26 июня 2016                                | Венгрия                                     | 4:0                                         | 79′                                         | ЧЕ-2016. 1/8 финала                         |
| 71                                          | 1 июля 2016                                 | Уэльс                                       | 1:3                                         | —                                           | ЧЕ-2016. 1/4 финала                         |
| 72                                          | 1 сентября 2016                             | Испания                                     | 0:2                                         | —                                           | Товарищеский матч                           |
| 73                                          | 6 сентября 2016                             | Кипр                                        | 3:0                                         | —                                           | Отборочные матчи ЧМ-2018                    |
| 74                                          | 7 октября 2016                              | Босния и Герцеговина                        | 4:0                                         | 29′                                         | Отборочные матчи ЧМ-2018                    |
| 75                                          | 10 октября 2016                             | Гибралтар                                   | 6:0                                         | 79′                                         | Отборочные матчи ЧМ-2018                    |
| 76                                          | 9 ноября 2016                               | Нидерланды                                  | 1:1                                         | —                                           | Товарищеский матч                           |
| 77                                          | 13 ноября 2016                              | Эстония                                     | 8:1                                         | 25′                                         | Отборочные матчи ЧМ-2018                    |
| 78                                          | 31 августа 2017                             | Гибралтар                                   | 9:0                                         | 45′                                         | Отборочные матчи ЧМ-2018                    |
| 79                                          | 3 сентября 2017                             | Греция                                      | 2:1                                         | —                                           | Отборочные матчи ЧМ-2018                    |
| 80                                          | 7 октября 2017                              | Босния и Герцеговина                        | 4:3                                         | —                                           | Отборочные матчи ЧМ-2018                    |
| 81                                          | 10 октября 2017                             | Кипр                                        | 4:0                                         | 12′, 63′ (пен.)                             | Отборочные матчи ЧМ-2018                    |
| 82                                          | 10 ноября 2017                              | Мексика                                     | 3:3                                         | 18′                                         | Товарищеский матч                           |
| 83                                          | 27 марта 2018                               | Саудовская Аравия                           | 4:0                                         | —                                           | Товарищеский матч                           |
| 84                                          | 2 июня 2018                                 | Португалия                                  | 0:0                                         | —                                           | Товарищеский матч                           |
| 85                                          | 6 июня 2018                                 | Египет                                      | 3:0                                         | 38′                                         | Товарищеский матч                           |
| 86                                          | 11 июня 2018                                | Коста-Рика                                  | 4:1                                         | —                                           | Товарищеский матч                           |
| 87                                          | 18 июня 2018                                | Панама                                      | 3:0                                         | —                                           | ЧМ-2018. Групповой этап                     |
| 88                                          | 23 июня 2018                                | Тунис                                       | 5:2                                         | 6′ (пен.), 51′                              | ЧМ-2018. Групповой этап                     |
| 89                                          | 2 июля 2018                                 | Япония                                      | 3:2                                         | —                                           | ЧМ-2018. 1/8 финала                         |
| 90                                          | 6 июля 2018                                 | Бразилия                                    | 2:1                                         | —                                           | ЧМ-2018. 1/4 финала                         |
| 91                                          | 10 июля 2018                                | Франция                                     | 0:1                                         | —                                           | ЧМ-2018. 1/2 финала                         |
| 92                                          | 14 июля 2018                                | Англия                                      | 2:0                                         | 82′                                         | ЧМ-2018. Матч за 3-е место                  |
| 93                                          | 7 сентября 2018                             | Шотландия                                   | 4:0                                         | 46′                                         | Товарищеский матч                           |
| 94                                          | 11 сентября 2018                            | Исландия                                    | 3:0                                         | 29′ (пен.)                                  | Лига наций 2018/19                          |
| 95                                          | 12 октября 2018                             | Швейцария                                   | 2:1                                         | —                                           | Лига наций 2018/19                          |
| 96                                          | 16 октября 2018                             | Нидерланды                                  | 1:1                                         | —                                           | Товарищеский матч                           |
| 97                                          | 15 ноября 2018                              | Исландия                                    | 2:0                                         | —                                           | Лига наций 2018/19                          |
| 98                                          | 18 ноября 2018                              | Швейцария                                   | 2:5                                         | —                                           | Лига наций 2018/19                          |
| 99                                          | 21 марта 2019                               | Россия                                      | 3:1                                         | 45′ (пен.), 88′                             | Отборочные матчи ЧЕ-2020                    |
| 100                                         | 24 марта 2019                               | Кипр                                        | 2:0                                         | 10′                                         | Отборочные матчи ЧЕ-2020                    |
| 101                                         | 8 июня 2019                                 | Казахстан                                   | 3:0                                         | —                                           | Отборочные матчи ЧЕ-2020                    |
| 102                                         | 11 июня 2019                                | Шотландия                                   | 3:0                                         | —                                           | Отборочные матчи ЧЕ-2020                    |
| 103                                         | 10 октября 2019                             | Сан-Марино                                  | 9:0                                         | —                                           | Отборочные матчи ЧЕ-2020                    |
| 104                                         | 13 октября 2019                             | Казахстан                                   | 2:0                                         | —                                           | Отборочные матчи ЧЕ-2020                    |
| 105                                         | 16 ноября 2019                              | Россия                                      | 4:1                                         | 33′, 40′                                    | Отборочные матчи ЧЕ-2020                    |
| 106                                         | 19 ноября 2019                              | Кипр                                        | 6:1                                         | —                                           | Отборочные матчи ЧЕ-2020                    |
| 107                                         | 6 июня 2021                                 | Хорватия                                    | 1:0                                         | —                                           | Товарищеский матч                           |
| 108                                         | 12 июня 2021                                | Россия                                      | 3:0                                         | —                                           | ЧЕ-2020. Групповой этап                     |
| 109                                         | 17 июня 2021                                | Дания                                       | 2:1                                         | —                                           | ЧЕ-2020. Групповой этап                     |
| 110                                         | 21 июня 2021                                | Финляндия                                   | 2:0                                         | —                                           | ЧЕ-2020. Групповой этап                     |
| 111                                         | 27 июня 2021                                | Португалия                                  | 1:0                                         | —                                           | ЧЕ-2020. 1/8 финала                         |
| 112                                         | 27 июня 2021                                | Эстония                                     | 5:2                                         | —                                           | Отборочные матчи ЧМ-2022                    |
| 113                                         | 5 сентября 2021                             | Чехия                                       | 3:0                                         | 41′                                         | Отборочные матчи ЧМ-2022                    |
| 114                                         | 8 сентября 2021                             | Беларусь                                    | 1:0                                         | —                                           | Отборочные матчи ЧМ-2022                    |
| 115                                         | 7 октября 2021                              | Франция                                     | 2:3                                         | —                                           | Лига наций 2020/21                          |
| 116                                         | 7 октября 2021                              | Эстония                                     | 3:1                                         | —                                           | Отборочные матчи ЧМ-2022                    |
| 117                                         | 3 июня 2022                                 | Нидерланды                                  | 6:1                                         | —                                           | Лига наций 2022/23                          |
| 118                                         | 8 июня 2022                                 | Польша                                      | 1:4                                         | —                                           | Лига наций 2022/23                          |
| 119                                         | 11 июня 2022                                | Уэльс                                       | 1:1                                         | —                                           | Лига наций 2022/23                          |
| 120                                         | 14 июня 2022                                | Польша                                      | 1:0                                         | —                                           | Лига наций 2022/23                          |
| 121                                         | 22 сентября 2022                            | Уэльс                                       | 2:1                                         | —                                           | Лига наций 2022/23                          |
| 122                                         | 25 сентября 2022                            | Нидерланды                                  | 0:1                                         | —                                           | Лига наций 2022/23                          |
| 123                                         | 18 ноября 2022                              | Египет                                      | 1:2                                         | —                                           | Товарищеский матч                           |
| 124                                         | 23 ноября 2022                              | Канада                                      | 1:0                                         | —                                           | Чемпионат мира 2022                         |
| 125                                         | 27 ноября 2022                              | Марокко                                     | 0:2                                         | —                                           | Чемпионат мира 2022                         |
| 126                                         | 1 декабря 2022                              | Хорватия                                    | 0:0                                         | —                                           | Чемпионат мира 2022                         |

Итого: 126 матчей / 33 гола; 81 побед, 20 ничьих, 25 поражения.